# فيلي بانكس (كاتب أغاني)
فيلي بانكس (بالإنجليزية: Willie Banks)‏ هو كاتب أغاني أمريكي، ولد في 11 مايو 1929 في ريموند في الولايات المتحدة، وتوفي في 1 فبراير 1993.